# Temporada 2013 de Fórmula 1
La temporada 2013 de Fórmula 1 fue el 64.º campeonato mundial de Fórmula 1 de la historia. Durante la misma, continúa vigente el Acuerdo de la Concordia. La temporada comenzó el 17 de marzo con el GP de Australia y finalizó el 24 de noviembre en Brasil. Once equipos y veintitrés pilotos compitieron por ser campeones. Sebastian Vettel y Red Bull Racing obtuvieron los títulos de campeón de pilotos y de constructores, respectivamente. Esta sería la última temporada en tener los ya conocidos propulsores V8. Además, esta fue la última temporada de Mark Webber en la máxima categoría.

## Escuderías y pilotos
La siguiente tabla muestra los pilotos confirmados oficialmente por sus escuderías para el Mundial 2013 de F1.
| Escudería                     | Chasis      | Chasis | Motor             | Neu. | N.º | Pilotos             | Siglas | Rondas | Pilotos de pruebas                            |
| ----------------------------- | ----------- | ------ | ----------------- | ---- | --- | ------------------- | ------ | ------ | --------------------------------------------- |
| Infiniti Red Bull Racing      | Red Bull    | RB9    | Renault RS27-2013 | P    | 1   | Sebastian Vettel    | VET    | Todas  |                                               |
| Infiniti Red Bull Racing      | Red Bull    | RB9    | Renault RS27-2013 | P    | 2   | Mark Webber         | WEB    | Todas  |                                               |
| Scuderia Ferrari              | Ferrari     | F138   | Ferrari 056       | P    | 3   | Fernando Alonso     | ALO    | Todas  |                                               |
| Scuderia Ferrari              | Ferrari     | F138   | Ferrari 056       | P    | 4   | Felipe Massa        | MAS    | Todas  |                                               |
| Vodafone McLaren Mercedes     | McLaren     | MP4-28 | Mercedes FO 108F  | P    | 5   | Jenson Button       | BUT    | Todas  |                                               |
| Vodafone McLaren Mercedes     | McLaren     | MP4-28 | Mercedes FO 108F  | P    | 6   | Sergio Pérez        | PER    | Todas  |                                               |
| Lotus F1 Team                 | Lotus       | E21    | Renault RS27-2013 | P    | 7   | Kimi Räikkönen      | RAI    | 1-17   |                                               |
| Lotus F1 Team                 | Lotus       | E21    | Renault RS27-2013 | P    | 7   | Heikki Kovalainen   | KOV    | 18-19  |                                               |
| Lotus F1 Team                 | Lotus       | E21    | Renault RS27-2013 | P    | 8   | Romain Grosjean     | GRO    | Todas  |                                               |
| Mercedes AMG Petronas F1 Team | Mercedes    | F1 W04 | Mercedes FO 108F  | P    | 9   | Nico Rosberg        | ROS    | Todas  |                                               |
| Mercedes AMG Petronas F1 Team | Mercedes    | F1 W04 | Mercedes FO 108F  | P    | 10  | Lewis Hamilton      | HAM    | Todas  |                                               |
| Sauber F1 Team                | Sauber      | C32    | Ferrari 056       | P    | 11  | Nico Hülkenberg     | HÜL    | Todas  |                                               |
| Sauber F1 Team                | Sauber      | C32    | Ferrari 056       | P    | 12  | Esteban Gutiérrez   | GUT    | Todas  |                                               |
| Sahara Force India F1 Team    | Force India | VJM06  | Mercedes FO 108F  | P    | 14  | Paul di Resta       | DIR    | Todas  | James Calado                                  |
| Sahara Force India F1 Team    | Force India | VJM06  | Mercedes FO 108F  | P    | 15  | Adrian Sutil        | SUT    | Todas  | James Calado                                  |
| Williams F1 Team              | Williams    | FW35   | Renault RS27-2013 | P    | 16  | Pastor Maldonado    | MAL    | Todas  |                                               |
| Williams F1 Team              | Williams    | FW35   | Renault RS27-2013 | P    | 17  | Valtteri Bottas     | BOT    | Todas  |                                               |
| Scuderia Toro Rosso           | Toro Rosso  | STR8   | Ferrari 056       | P    | 18  | Jean-Éric Vergne    | VER    | Todas  | Daniil Kvyat                                  |
| Scuderia Toro Rosso           | Toro Rosso  | STR8   | Ferrari 056       | P    | 19  | Daniel Ricciardo    | RIC    | Todas  | Daniil Kvyat                                  |
| Caterham F1 Team              | Caterham    | CT03   | Renault RS27-2013 | P    | 20  | Charles Pic         | PIC    | Todas  | Alexander Rossi Ma Qing Hua Heikki Kovalainen |
| Caterham F1 Team              | Caterham    | CT03   | Renault RS27-2013 | P    | 21  | Giedo van der Garde | VDG    | Todas  | Alexander Rossi Ma Qing Hua Heikki Kovalainen |
| Marussia F1 Team              | Marussia    | MR02   | Cosworth CA2013   | P    | 22  | Jules Bianchi       | BIA    | Todas  | Rodolfo González                              |
| Marussia F1 Team              | Marussia    | MR02   | Cosworth CA2013   | P    | 23  | Max Chilton         | CHI    | Todas  | Rodolfo González                              |

## Cambios
La temporada 2013 se caracterizó por cambio en la reglamentación de los neumáticos a media temporada, por lo que los equipos volvieron a utilizar los compuestos de 2012. El equipo Red Bull es el que mejor aprovechó el cambio de neumáticos, resultando vencedor en los nueve últimos GP de la temporada de manera consecutiva.

### Cambios en circuitos
- El Gran Premio de Alemania, se corrió en el circuito de Nürburgring.[36]
- El Gran Premio de Europa se dejó de correr en el Circuito urbano de Valencia.[37]

### Cambios de escuderías
- La escudería HRT no participará este año en el mundial de Fórmula 1 por no pagar la tasa preceptiva y haberse terminado el plazo para realizarlo.

### Cambios de pilotos
- Sergio Pérez: el joven piloto mexicano da el salto al cambiar Sauber por McLaren, ocupando el asiento de Lewis Hamilton.
- Lewis Hamilton: el campeón de 2008 abandona McLaren y se une a Mercedes.
- Michael Schumacher: el heptacampeón deja su puesto en Mercedes y se retira de la F1.
- Nico Hülkenberg: el alemán deja Force India para ocupar el asiento de Sergio Pérez en Sauber.
- Esteban Gutiérrez: el piloto mexicano pasa a la F1 con la escudería Sauber.
- Charles Pic: abandona Marussia y ficha por Caterham.
- Valtteri Bottas: el piloto finlandés da el salto de piloto de pruebas a segundo piloto en la escudería Williams.
- Bruno Senna: deja Williams tras no renovar su contrato y es reemplazado por Valtteri Bottas.
- Kamui Kobayashi: el japonés deja Sauber, su puesto lo ocupa Esteban Gutiérrez.[38]
- Max Chilton: debuta en F1 con Marussia.
- Pedro de la Rosa: el piloto español deja HRT y ficha como piloto de pruebas de la escudería Ferrari.
- Timo Glock: rescinde su contrato con la escudería Marussia.
- Narain Karthikeyan: debido a la desaparición de la escudería HRT, el piloto indio se retira de la F1.
- Giedo van der Garde: el piloto holandés debuta en la F1 como segundo piloto de Caterham.
- Vitaly Petrov: El piloto ruso se quedará fuera de la F1 tras no renovar con Caterham.
- Heikki Kovalainen: seguirá en Caterham, pero como piloto probador. Además, reemplazará al Lotus de Kimi Räikkönen en las dos últimas carreras debido a la operación del piloto finlandés.
- Adrian Sutil: vuelve a la Fórmula 1 en Force India después de estar un año sin correr.
- Jules Bianchi: Debuta en Marussia.[33]

### Cambios reglamentarios y técnicos
Los principales cambios reglamentarios son los siguientes:
- El uso del DRS ya no será ilimitado para los entrenamientos libres y la clasificación, sino que sólo podrá ser usado en las mismas zonas que en carrera.
- Se prohíbe el uso del doble DRS o de cualquier dispositivo similar.
- Las escuderías podrán optar por suavizar los morros escalonados de sus vehículos por razones estéticas.
- Aumento de 2 kg del peso mínimo de monoplaza y piloto.
- No se podrán alegar circunstancias anormales para detener el coche en la sesión clasificatoria.
- Se eliminarán 6 pilotos en la Q1 y en la Q2 (en vez de 7) como consecuencia de la ausencia de HRT.

## Calendario de presentaciones
Calendario de presentaciones de los equipos para la temporada 2013.
| Escudería   | Chasis | Imagen | Fecha         | Lugar         |
| ----------- | ------ | ------ | ------------- | ------------- |
| Lotus       | E21    |        | 28 de enero   | Enstone       |
| McLaren     | MP4-28 |        | 31 de enero   | Woking        |
| Ferrari     | F138   |        | 1 de febrero  | Maranello     |
| Force India | VJM06  |        | 1 de febrero  | Silverstone   |
| Sauber      | C32    |        | 2 de febrero  | Hinwil        |
| Red Bull    | RB9    |        | 3 de febrero  | Milton Keynes |
| Mercedes    | F1 W04 |        | 4 de febrero  | Jerez         |
| Toro Rosso  | STR8   |        | 4 de febrero  | Jerez         |
| Marussia    | MR02   |        | 5 de febrero  | Jerez         |
| Caterham    | CT03   |        | 5 de febrero  | Jerez         |
| Williams    | FW35   |        | 19 de febrero | Montmeló      |

## Entrenamientos

### Pretemporada
| Sesión | Fecha         | Circuito                            | País        | Piloto           | Escudería  | Mejor tiempo | Vueltas |
| ------ | ------------- | ----------------------------------- | ----------- | ---------------- | ---------- | ------------ | ------- |
| 1      | 5 de febrero  | Circuito de Jerez, Jerez            | España      | Jenson Button    | McLaren    | 1:18.861     | 37      |
| 1      | 6 de febrero  | Circuito de Jerez, Jerez            | España      | Romain Grosjean  | Lotus      | 1:18.218     | 95      |
| 1      | 7 de febrero  | Circuito de Jerez, Jerez            | España      | Felipe Massa     | Ferrari    | 1:17.879     | 85      |
| 1      | 8 de febrero  | Circuito de Jerez, Jerez            | España      | Kimi Räikkönen   | Lotus      | 1:18.148     | 83      |
|        |               |                                     |             |                  |            |              |         |
| 2      | 19 de febrero | Circuito de Cataluña, Montmeló      | España      | Nico Rosberg     | Mercedes   | 1:22.616     | 54      |
| 2      | 20 de febrero | Circuito de Cataluña, Montmeló      | España      | Sergio Pérez     | McLaren    | 1:21.848     | 97      |
| 2      | 21 de febrero | Circuito de Cataluña, Montmeló      | España      | Fernando Alonso  | Ferrari    | 1:21.875     | 97      |
| 2      | 22 de febrero | Circuito de Cataluña, Montmeló      | España      | Lewis Hamilton   | Mercedes   | 1:23.282     | 52      |
|        |               |                                     |             |                  |            |              |         |
| 3      | 28 de febrero | Circuito de Cataluña, Montmeló      | España      | Mark Webber      | Red Bull   | 1:22.693     | 90      |
| 3      | 1 de marzo    | Circuito de Cataluña, Montmeló      | España      | Romain Grosjean  | Lotus      | 1:22:716     | 88      |
| 3      | 2 de marzo    | Circuito de Cataluña, Montmeló      | España      | Lewis Hamilton   | Mercedes   | 1:20.558     | 117     |
| 3      | 3 de marzo    | Circuito de Cataluña, Montmeló      | España      | Nico Rosberg     | Mercedes   | 1:20.130     | 131     |
|        |               |                                     |             |                  |            |              |         |
| 4      | 17 de julio   | Circuito de Silverstone, Inglaterra | Reino Unido | Kevin Magnussen  | McLaren    | 1:33.602     | 100     |
| 4      | 18 de julio   | Circuito de Silverstone, Inglaterra | Reino Unido | Daniel Ricciardo | Toro Rosso | 1:32.972     | 48      |
| 4      | 19 de julio   | Circuito de Silverstone, Inglaterra | Reino Unido | Sebastian Vettel | Red Bull   | 1:32.894     | 79      |

## Calendario
El Consejo Mundial de Deportes de Motor (WMSC) de la FIA, confirmó oficialmente el calendario de la temporada 2013, sin embargo, el Gran Premio de América (Que también la FIA lo llama Gran Premio de Nueva Jersey), debido a los problemas que ha presentado este circuito, queda provisional su confirmación para la temporada:
| 1       | Gran Premio de Australia          | Circuito de Albert Park, Melbourne                  | 17 de marzo      |
| 2       | Gran Premio de Malasia            | Circuito Internacional de Sepang, Sepang            | 24 de marzo      |
| 3       | Gran Premio de China              | Circuito Internacional de Shanghái, Shanghái        | 14 de abril      |
| 4       | Gran Premio de Baréin             | Circuito Internacional de Baréin, Sakhir            | 21 de abril      |
| 5       | Gran Premio de España             | Circuito de Barcelona-Cataluña, Montmeló            | 12 de mayo       |
| 6       | Gran Premio de Mónaco             | Circuito de Mónaco, Montecarlo                      | 26 de mayo       |
| 7       | Gran Premio de Canadá             | Circuito Gilles Villeneuve, Montreal                | 9 de junio       |
| 8       | Gran Premio de Gran Bretaña       | Circuito de Silverstone, Silverstone                | 30 de junio      |
| 9       | Gran Premio de Alemania           | Nürburgring, Nürburg                                | 7 de julio       |
| 10      | Gran Premio de Hungría            | Hungaroring, Mogyoród                               | 28 de julio      |
| 11      | Gran Premio de Bélgica            | Circuito de Spa-Francorchamps, Spa                  | 25 de agosto     |
| 12      | Gran Premio de Italia             | Autodromo Nazionale di Monza, Monza                 | 8 de septiembre  |
| 13      | Gran Premio de Singapur           | Circuito callejero de Marina Bay, Singapur          | 22 de septiembre |
| 14      | Gran Premio de Corea del Sur      | Circuito Internacional de Corea, Condado de Yeongam | 6 de octubre     |
| 15      | Gran Premio de Japón              | Circuito de Suzuka, Suzuka                          | 13 de octubre    |
| 16      | Gran Premio de la India           | Circuito Internacional de Buddh, Greater Noida      | 27 de octubre    |
| 17      | Gran Premio de Abu Dabi           | Circuito Yas Marina, Isla Yas, Abu Dabi             | 3 de noviembre   |
| 18      | Gran Premio de los Estados Unidos | Circuito de las Américas, Austin                    | 17 de noviembre  |
| 19      | Gran Premio de Brasil             | Autódromo José Carlos Pace, São Paulo               | 24 de noviembre  |
| Fuente: |                                   |                                                     |                  |

## Resultados
| Ronda | Fecha                     | Gran Premio | Mapa del circuito    | Resultados       | Resultados       | Resultados        | Resultados       | Resultados |
| ----- | ------------------------- | --- | -------------------- | ---------------- | ---------------- | ----------------- | ---------------- | ---------- |
| 1     | 15, 16 y 17 de marzo      | Gran Premio de Australia Circuito de Albert Park Longitud: 307,574 km Vueltas: 58 Ganador 2012: Jenson Button, McLaren                     |                      | Libres 1         | Sebastian Vettel | Ganador           | Kimi Räikkönen   |            |
| 1     | 15, 16 y 17 de marzo      | Gran Premio de Australia Circuito de Albert Park Longitud: 307,574 km Vueltas: 58 Ganador 2012: Jenson Button, McLaren                     | Libres 2             | Sebastian Vettel | 2.do puesto      | Fernando Alonso   |                  |            |
| 1     | 15, 16 y 17 de marzo      | Gran Premio de Australia Circuito de Albert Park Longitud: 307,574 km Vueltas: 58 Ganador 2012: Jenson Button, McLaren                     | Libres 3             | Romain Grosjean  | 3.er puesto      | Sebastian Vettel  |                  |            |
| 1     | 15, 16 y 17 de marzo      | Gran Premio de Australia Circuito de Albert Park Longitud: 307,574 km Vueltas: 58 Ganador 2012: Jenson Button, McLaren                     | Pole position        | Sebastian Vettel | Vuelta rápida    | Kimi Räikkönen    |                  |            |
| 1     | 15, 16 y 17 de marzo      | Gran Premio de Australia Circuito de Albert Park Longitud: 307,574 km Vueltas: 58 Ganador 2012: Jenson Button, McLaren                     | Resultados completos |                  |                  |                   |                  |            |
| 2     | 22, 23 y 24 de marzo      | Gran Premio de Malasia Circuito de Sepang Longitud: 310,408 km Vueltas: 56 Ganador 2012: Fernando Alonso, Ferrari                          |                      | Libres 1         | Mark Webber      | Ganador           | Sebastian Vettel |            |
| 2     | 22, 23 y 24 de marzo      | Gran Premio de Malasia Circuito de Sepang Longitud: 310,408 km Vueltas: 56 Ganador 2012: Fernando Alonso, Ferrari                          | Libres 2             | Kimi Räikkönen   | 2.do puesto      | Mark Webber       |                  |            |
| 2     | 22, 23 y 24 de marzo      | Gran Premio de Malasia Circuito de Sepang Longitud: 310,408 km Vueltas: 56 Ganador 2012: Fernando Alonso, Ferrari                          | Libres 3             | Sebastian Vettel | 3.er puesto      | Lewis Hamilton    |                  |            |
| 2     | 22, 23 y 24 de marzo      | Gran Premio de Malasia Circuito de Sepang Longitud: 310,408 km Vueltas: 56 Ganador 2012: Fernando Alonso, Ferrari                          | Pole position        | Sebastian Vettel | Vuelta rápida    | Sergio Pérez      |                  |            |
| 2     | 22, 23 y 24 de marzo      | Gran Premio de Malasia Circuito de Sepang Longitud: 310,408 km Vueltas: 56 Ganador 2012: Fernando Alonso, Ferrari                          | Resultados completos |                  |                  |                   |                  |            |
| 3     | 12, 13 y 14 de abril      | Gran Premio de China Circuito de Shanghái Longitud: 305,066 km Vueltas: 56 Ganador 2012: Nico Rosberg, Mercedes                            |                      | Libres 1         | Nico Rosberg     | Ganador           | Fernando Alonso  |            |
| 3     | 12, 13 y 14 de abril      | Gran Premio de China Circuito de Shanghái Longitud: 305,066 km Vueltas: 56 Ganador 2012: Nico Rosberg, Mercedes                            | Libres 2             | Felipe Massa     | 2.do puesto      | Kimi Räikkönen    |                  |            |
| 3     | 12, 13 y 14 de abril      | Gran Premio de China Circuito de Shanghái Longitud: 305,066 km Vueltas: 56 Ganador 2012: Nico Rosberg, Mercedes                            | Libres 3             | Fernando Alonso  | 3.er puesto      | Lewis Hamilton    |                  |            |
| 3     | 12, 13 y 14 de abril      | Gran Premio de China Circuito de Shanghái Longitud: 305,066 km Vueltas: 56 Ganador 2012: Nico Rosberg, Mercedes                            | Pole position        | Lewis Hamilton   | Vuelta rápida    | Sebastian Vettel  |                  |            |
| 3     | 12, 13 y 14 de abril      | Gran Premio de China Circuito de Shanghái Longitud: 305,066 km Vueltas: 56 Ganador 2012: Nico Rosberg, Mercedes                            | Resultados completos |                  |                  |                   |                  |            |
| 4     | 19, 20 y 21 de abril      | Gran Premio de Baréin Circuito de Sahkir Longitud: 308,405 km Vueltas: 57 Ganador 2012: Sebastian Vettel, Red Bull                         |                      | Libres 1         | Felipe Massa     | Ganador           | Sebastian Vettel |            |
| 4     | 19, 20 y 21 de abril      | Gran Premio de Baréin Circuito de Sahkir Longitud: 308,405 km Vueltas: 57 Ganador 2012: Sebastian Vettel, Red Bull                         | Libres 2             | Kimi Räikkönen   | 2.do puesto      | Kimi Räikkönen    |                  |            |
| 4     | 19, 20 y 21 de abril      | Gran Premio de Baréin Circuito de Sahkir Longitud: 308,405 km Vueltas: 57 Ganador 2012: Sebastian Vettel, Red Bull                         | Libres 3             | Fernando Alonso  | 3.er puesto      | Romain Grosjean   |                  |            |
| 4     | 19, 20 y 21 de abril      | Gran Premio de Baréin Circuito de Sahkir Longitud: 308,405 km Vueltas: 57 Ganador 2012: Sebastian Vettel, Red Bull                         | Pole position        | Nico Rosberg     | Vuelta rápida    | Sebastian Vettel  |                  |            |
| 4     | 19, 20 y 21 de abril      | Gran Premio de Baréin Circuito de Sahkir Longitud: 308,405 km Vueltas: 57 Ganador 2012: Sebastian Vettel, Red Bull                         | Resultados completos |                  |                  |                   |                  |            |
| 5     | 10, 11 y 12 de mayo       | Gran Premio de España Circuito de Cataluña Longitud: 307,104 km Vueltas: 66 Ganador 2012: Pastor Maldonado, Williams                       |                      | Libres 1         | Fernando Alonso  | Ganador           | Fernando Alonso  |            |
| 5     | 10, 11 y 12 de mayo       | Gran Premio de España Circuito de Cataluña Longitud: 307,104 km Vueltas: 66 Ganador 2012: Pastor Maldonado, Williams                       | Libres 2             | Sebastian Vettel | 2.do puesto      | Kimi Räikkönen    |                  |            |
| 5     | 10, 11 y 12 de mayo       | Gran Premio de España Circuito de Cataluña Longitud: 307,104 km Vueltas: 66 Ganador 2012: Pastor Maldonado, Williams                       | Libres 3             | Felipe Massa     | 3.er puesto      | Felipe Massa      |                  |            |
| 5     | 10, 11 y 12 de mayo       | Gran Premio de España Circuito de Cataluña Longitud: 307,104 km Vueltas: 66 Ganador 2012: Pastor Maldonado, Williams                       | Pole position        | Nico Rosberg     | Vuelta rápida    | Esteban Gutiérrez |                  |            |
| 5     | 10, 11 y 12 de mayo       | Gran Premio de España Circuito de Cataluña Longitud: 307,104 km Vueltas: 66 Ganador 2012: Pastor Maldonado, Williams                       | Resultados completos |                  |                  |                   |                  |            |
| 6     | 23, 25 y 26 de mayo       | Gran Premio de Mónaco Circuito de Monte Carlo Longitud: 260,520 km Vueltas: 78 Ganador 2012: Mark Webber, Red Bull                         |                      | Libres 1         | Nico Rosberg     | Ganador           | Nico Rosberg     |            |
| 6     | 23, 25 y 26 de mayo       | Gran Premio de Mónaco Circuito de Monte Carlo Longitud: 260,520 km Vueltas: 78 Ganador 2012: Mark Webber, Red Bull                         | Libres 2             | Nico Rosberg     | 2.do puesto      | Sebastian Vettel  |                  |            |
| 6     | 23, 25 y 26 de mayo       | Gran Premio de Mónaco Circuito de Monte Carlo Longitud: 260,520 km Vueltas: 78 Ganador 2012: Mark Webber, Red Bull                         | Libres 3             | Nico Rosberg     | 3.er puesto      | Mark Webber       |                  |            |
| 6     | 23, 25 y 26 de mayo       | Gran Premio de Mónaco Circuito de Monte Carlo Longitud: 260,520 km Vueltas: 78 Ganador 2012: Mark Webber, Red Bull                         | Pole position        | Nico Rosberg     | Vuelta rápida    | Sebastian Vettel  |                  |            |
| 6     | 23, 25 y 26 de mayo       | Gran Premio de Mónaco Circuito de Monte Carlo Longitud: 260,520 km Vueltas: 78 Ganador 2012: Mark Webber, Red Bull                         | Resultados completos |                  |                  |                   |                  |            |
| 7     | 7, 8 y 9 de junio         | Gran Premio de Canadá Circuito Gilles Villeneuve Longitud: 305,270 km Vueltas: 70 Ganador 2012: Lewis Hamilton, McLaren                    |                      | Libres 1         | Paul di Resta    | Ganador           | Sebastian Vettel |            |
| 7     | 7, 8 y 9 de junio         | Gran Premio de Canadá Circuito Gilles Villeneuve Longitud: 305,270 km Vueltas: 70 Ganador 2012: Lewis Hamilton, McLaren                    | Libres 2             | Fernando Alonso  | 2.do puesto      | Fernando Alonso   |                  |            |
| 7     | 7, 8 y 9 de junio         | Gran Premio de Canadá Circuito Gilles Villeneuve Longitud: 305,270 km Vueltas: 70 Ganador 2012: Lewis Hamilton, McLaren                    | Libres 3             | Mark Webber      | 3.er puesto      | Lewis Hamilton    |                  |            |
| 7     | 7, 8 y 9 de junio         | Gran Premio de Canadá Circuito Gilles Villeneuve Longitud: 305,270 km Vueltas: 70 Ganador 2012: Lewis Hamilton, McLaren                    | Pole position        | Sebastian Vettel | Vuelta rápida    | Mark Webber       |                  |            |
| 7     | 7, 8 y 9 de junio         | Gran Premio de Canadá Circuito Gilles Villeneuve Longitud: 305,270 km Vueltas: 70 Ganador 2012: Lewis Hamilton, McLaren                    | Resultados completos |                  |                  |                   |                  |            |
| 8     | 28, 29 y 30 de junio      | Gran Premio de Gran Bretaña Circuito de Silverstone Longitud: 306,747 km Vueltas: 52 Ganador 2012: Mark Webber, Red Bull                   |                      | Libres 1         | Daniel Ricciardo | Ganador           | Nico Rosberg     |            |
| 8     | 28, 29 y 30 de junio      | Gran Premio de Gran Bretaña Circuito de Silverstone Longitud: 306,747 km Vueltas: 52 Ganador 2012: Mark Webber, Red Bull                   | Libres 2             | Nico Rosberg     | 2.do puesto      | Mark Webber       |                  |            |
| 8     | 28, 29 y 30 de junio      | Gran Premio de Gran Bretaña Circuito de Silverstone Longitud: 306,747 km Vueltas: 52 Ganador 2012: Mark Webber, Red Bull                   | Libres 3             | Nico Rosberg     | 3.er puesto      | Fernando Alonso   |                  |            |
| 8     | 28, 29 y 30 de junio      | Gran Premio de Gran Bretaña Circuito de Silverstone Longitud: 306,747 km Vueltas: 52 Ganador 2012: Mark Webber, Red Bull                   | Pole position        | Lewis Hamilton   | Vuelta rápida    | Mark Webber       |                  |            |
| 8     | 28, 29 y 30 de junio      | Gran Premio de Gran Bretaña Circuito de Silverstone Longitud: 306,747 km Vueltas: 52 Ganador 2012: Mark Webber, Red Bull                   | Resultados completos |                  |                  |                   |                  |            |
| 9     | 5, 6 y 7 de julio         | Gran Premio de Alemania Nürburgring Longitud: 306,458 km Vueltas: 60 Ganador 2012: Fernando Alonso, Ferrari                                |                      | Libres 1         | Lewis Hamilton   | Ganador           | Sebastian Vettel |            |
| 9     | 5, 6 y 7 de julio         | Gran Premio de Alemania Nürburgring Longitud: 306,458 km Vueltas: 60 Ganador 2012: Fernando Alonso, Ferrari                                | Libres 2             | Sebastian Vettel | 2.do puesto      | Kimi Räikkönen    |                  |            |
| 9     | 5, 6 y 7 de julio         | Gran Premio de Alemania Nürburgring Longitud: 306,458 km Vueltas: 60 Ganador 2012: Fernando Alonso, Ferrari                                | Libres 3             | Sebastian Vettel | 3.er puesto      | Romain Grosjean   |                  |            |
| 9     | 5, 6 y 7 de julio         | Gran Premio de Alemania Nürburgring Longitud: 306,458 km Vueltas: 60 Ganador 2012: Fernando Alonso, Ferrari                                | Pole position        | Lewis Hamilton   | Vuelta rápida    | Fernando Alonso   |                  |            |
| 9     | 5, 6 y 7 de julio         | Gran Premio de Alemania Nürburgring Longitud: 306,458 km Vueltas: 60 Ganador 2012: Fernando Alonso, Ferrari                                | Resultados completos |                  |                  |                   |                  |            |
| 10    | 26, 27 y 28 de julio      | Gran Premio de Hungría Circuito de Hungaroring Longitud: 306,660 km Vueltas: 70 Ganador 2012: Lewis Hamilton, McLaren                      |                      | Libres 1         | Sebastian Vettel | Ganador           | Lewis Hamilton   |            |
| 10    | 26, 27 y 28 de julio      | Gran Premio de Hungría Circuito de Hungaroring Longitud: 306,660 km Vueltas: 70 Ganador 2012: Lewis Hamilton, McLaren                      | Libres 2             | Sebastian Vettel | 2.do puesto      | Kimi Räikkönen    |                  |            |
| 10    | 26, 27 y 28 de julio      | Gran Premio de Hungría Circuito de Hungaroring Longitud: 306,660 km Vueltas: 70 Ganador 2012: Lewis Hamilton, McLaren                      | Libres 3             | Romain Grosjean  | 3.er puesto      | Sebastian Vettel  |                  |            |
| 10    | 26, 27 y 28 de julio      | Gran Premio de Hungría Circuito de Hungaroring Longitud: 306,660 km Vueltas: 70 Ganador 2012: Lewis Hamilton, McLaren                      | Pole position        | Lewis Hamilton   | Vuelta rápida    | Mark Webber       |                  |            |
| 10    | 26, 27 y 28 de julio      | Gran Premio de Hungría Circuito de Hungaroring Longitud: 306,660 km Vueltas: 70 Ganador 2012: Lewis Hamilton, McLaren                      | Resultados completos |                  |                  |                   |                  |            |
| 11    | 23, 24 y 25 de agosto     | Gran Premio de Bélgica Circuito de Spa-Francorchamps Longitud: 308,238 km Vueltas: 44 Ganador 2012: Jenson Button, McLaren                 |                      | Libres 1         | Fernando Alonso  | Ganador           | Sebastian Vettel |            |
| 11    | 23, 24 y 25 de agosto     | Gran Premio de Bélgica Circuito de Spa-Francorchamps Longitud: 308,238 km Vueltas: 44 Ganador 2012: Jenson Button, McLaren                 | Libres 2             | Sebastian Vettel | 2.do puesto      | Fernando Alonso   |                  |            |
| 11    | 23, 24 y 25 de agosto     | Gran Premio de Bélgica Circuito de Spa-Francorchamps Longitud: 308,238 km Vueltas: 44 Ganador 2012: Jenson Button, McLaren                 | Libres 3             | Sebastian Vettel | 3.er puesto      | Lewis Hamilton    |                  |            |
| 11    | 23, 24 y 25 de agosto     | Gran Premio de Bélgica Circuito de Spa-Francorchamps Longitud: 308,238 km Vueltas: 44 Ganador 2012: Jenson Button, McLaren                 | Pole position        | Lewis Hamilton   | Vuelta rápida    | Sebastian Vettel  |                  |            |
| 11    | 23, 24 y 25 de agosto     | Gran Premio de Bélgica Circuito de Spa-Francorchamps Longitud: 308,238 km Vueltas: 44 Ganador 2012: Jenson Button, McLaren                 | Resultados completos |                  |                  |                   |                  |            |
| 12    | 6, 7 y 8 de septiembre    | Gran Premio de Italia Circuito de Monza Longitud: 306,720 km Vueltas: 53 Ganador 2012: Lewis Hamilton, McLaren                             |                      | Libres 1         | Lewis Hamilton   | Ganador           | Sebastian Vettel |            |
| 12    | 6, 7 y 8 de septiembre    | Gran Premio de Italia Circuito de Monza Longitud: 306,720 km Vueltas: 53 Ganador 2012: Lewis Hamilton, McLaren                             | Libres 2             | Sebastian Vettel | 2.do puesto      | Fernando Alonso   |                  |            |
| 12    | 6, 7 y 8 de septiembre    | Gran Premio de Italia Circuito de Monza Longitud: 306,720 km Vueltas: 53 Ganador 2012: Lewis Hamilton, McLaren                             | Libres 3             | Sebastian Vettel | 3.er puesto      | Mark Webber       |                  |            |
| 12    | 6, 7 y 8 de septiembre    | Gran Premio de Italia Circuito de Monza Longitud: 306,720 km Vueltas: 53 Ganador 2012: Lewis Hamilton, McLaren                             | Pole position        | Sebastian Vettel | Vuelta rápida    | Lewis Hamilton    |                  |            |
| 12    | 6, 7 y 8 de septiembre    | Gran Premio de Italia Circuito de Monza Longitud: 306,720 km Vueltas: 53 Ganador 2012: Lewis Hamilton, McLaren                             | Resultados completos |                  |                  |                   |                  |            |
| 13    | 20, 21 y 22 de septiembre | Gran Premio de Singapur Circuito de Singapur Longitud: 309,316 km Vueltas: 61 Ganador 2012: Sebastian Vettel, Red Bull                     |                      | Libres 1         | Sebastian Vettel | Ganador           | Sebastian Vettel |            |
| 13    | 20, 21 y 22 de septiembre | Gran Premio de Singapur Circuito de Singapur Longitud: 309,316 km Vueltas: 61 Ganador 2012: Sebastian Vettel, Red Bull                     | Libres 2             | Sebastian Vettel | 2.do puesto      | Fernando Alonso   |                  |            |
| 13    | 20, 21 y 22 de septiembre | Gran Premio de Singapur Circuito de Singapur Longitud: 309,316 km Vueltas: 61 Ganador 2012: Sebastian Vettel, Red Bull                     | Libres 3             | Sebastian Vettel | 3.er puesto      | Kimi Räikkönen    |                  |            |
| 13    | 20, 21 y 22 de septiembre | Gran Premio de Singapur Circuito de Singapur Longitud: 309,316 km Vueltas: 61 Ganador 2012: Sebastian Vettel, Red Bull                     | Pole position        | Sebastian Vettel | Vuelta rápida    | Sebastian Vettel  |                  |            |
| 13    | 20, 21 y 22 de septiembre | Gran Premio de Singapur Circuito de Singapur Longitud: 309,316 km Vueltas: 61 Ganador 2012: Sebastian Vettel, Red Bull                     | Resultados completos |                  |                  |                   |                  |            |
| 14    | 4, 5 y 6 de octubre       | Gran Premio de Corea del Sur Circuito de Yeongam Longitud: 308,630 km Vueltas: 55 Ganador 2012: Sebastian Vettel, Red Bull                 |                      | Libres 1         | Lewis Hamilton   | Ganador           | Sebastian Vettel |            |
| 14    | 4, 5 y 6 de octubre       | Gran Premio de Corea del Sur Circuito de Yeongam Longitud: 308,630 km Vueltas: 55 Ganador 2012: Sebastian Vettel, Red Bull                 | Libres 2             | Lewis Hamilton   | 2.do puesto      | Kimi Räikkönen    |                  |            |
| 14    | 4, 5 y 6 de octubre       | Gran Premio de Corea del Sur Circuito de Yeongam Longitud: 308,630 km Vueltas: 55 Ganador 2012: Sebastian Vettel, Red Bull                 | Libres 3             | Sebastian Vettel | 3.er puesto      | Romain Grosjean   |                  |            |
| 14    | 4, 5 y 6 de octubre       | Gran Premio de Corea del Sur Circuito de Yeongam Longitud: 308,630 km Vueltas: 55 Ganador 2012: Sebastian Vettel, Red Bull                 | Pole position        | Sebastian Vettel | Vuelta rápida    | Sebastian Vettel  |                  |            |
| 14    | 4, 5 y 6 de octubre       | Gran Premio de Corea del Sur Circuito de Yeongam Longitud: 308,630 km Vueltas: 55 Ganador 2012: Sebastian Vettel, Red Bull                 | Resultados completos |                  |                  |                   |                  |            |
| 15    | 11, 12 y 13 de octubre    | Gran Premio de Japón Circuito de Suzuka Longitud: 307,573 km Vueltas: 53 Ganador 2012: Sebastian Vettel, Red Bull                          |                      | Libres 1         | Lewis Hamilton   | Ganador           | Sebastian Vettel |            |
| 15    | 11, 12 y 13 de octubre    | Gran Premio de Japón Circuito de Suzuka Longitud: 307,573 km Vueltas: 53 Ganador 2012: Sebastian Vettel, Red Bull                          | Libres 2             | Sebastian Vettel | 2.do puesto      | Mark Webber       |                  |            |
| 15    | 11, 12 y 13 de octubre    | Gran Premio de Japón Circuito de Suzuka Longitud: 307,573 km Vueltas: 53 Ganador 2012: Sebastian Vettel, Red Bull                          | Libres 3             | Mark Webber      | 3.er puesto      | Romain Grosjean   |                  |            |
| 15    | 11, 12 y 13 de octubre    | Gran Premio de Japón Circuito de Suzuka Longitud: 307,573 km Vueltas: 53 Ganador 2012: Sebastian Vettel, Red Bull                          | Pole position        | Mark Webber      | Vuelta rápida    | Mark Webber       |                  |            |
| 15    | 11, 12 y 13 de octubre    | Gran Premio de Japón Circuito de Suzuka Longitud: 307,573 km Vueltas: 53 Ganador 2012: Sebastian Vettel, Red Bull                          | Resultados completos |                  |                  |                   |                  |            |
| 16    | 25, 26 y 27 de octubre    | Gran Premio de la India Circuito Internacional de Buddh Longitud: 307.249 km Vueltas: 63 Ganador 2012: Sebastian Vettel, Red Bull          |                      | Libres 1         | Sebastian Vettel | Ganador           | Sebastian Vettel |            |
| 16    | 25, 26 y 27 de octubre    | Gran Premio de la India Circuito Internacional de Buddh Longitud: 307.249 km Vueltas: 63 Ganador 2012: Sebastian Vettel, Red Bull          | Libres 2             | Sebastian Vettel | 2.do puesto      | Nico Rosberg      |                  |            |
| 16    | 25, 26 y 27 de octubre    | Gran Premio de la India Circuito Internacional de Buddh Longitud: 307.249 km Vueltas: 63 Ganador 2012: Sebastian Vettel, Red Bull          | Libres 3             | Sebastian Vettel | 3.er puesto      | Romain Grosjean   |                  |            |
| 16    | 25, 26 y 27 de octubre    | Gran Premio de la India Circuito Internacional de Buddh Longitud: 307.249 km Vueltas: 63 Ganador 2012: Sebastian Vettel, Red Bull          | Pole position        | Sebastian Vettel | Vuelta rápida    | Kimi Räikkönen    |                  |            |
| 16    | 25, 26 y 27 de octubre    | Gran Premio de la India Circuito Internacional de Buddh Longitud: 307.249 km Vueltas: 63 Ganador 2012: Sebastian Vettel, Red Bull          | Resultados completos |                  |                  |                   |                  |            |
| 17    | 1, 2 y 3 de noviembre     | Gran Premio de Abu Dabi ( Emiratos Árabes Unidos) Circuito Yas Marina Longitud: 305,361 km Vueltas: 55 Ganador 2012: Kimi Räikkönen, Lotus |                      | Libres 1         | Romain Grosjean  | Ganador           | Sebastian Vettel |            |
| 17    | 1, 2 y 3 de noviembre     | Gran Premio de Abu Dabi ( Emiratos Árabes Unidos) Circuito Yas Marina Longitud: 305,361 km Vueltas: 55 Ganador 2012: Kimi Räikkönen, Lotus | Libres 2             | Sebastian Vettel | 2.do puesto      | Mark Webber       |                  |            |
| 17    | 1, 2 y 3 de noviembre     | Gran Premio de Abu Dabi ( Emiratos Árabes Unidos) Circuito Yas Marina Longitud: 305,361 km Vueltas: 55 Ganador 2012: Kimi Räikkönen, Lotus | Libres 3             | Sebastian Vettel | 3.er puesto      | Nico Rosberg      |                  |            |
| 17    | 1, 2 y 3 de noviembre     | Gran Premio de Abu Dabi ( Emiratos Árabes Unidos) Circuito Yas Marina Longitud: 305,361 km Vueltas: 55 Ganador 2012: Kimi Räikkönen, Lotus | Pole position        | Mark Webber      | Vuelta rápida    | Fernando Alonso   |                  |            |
| 17    | 1, 2 y 3 de noviembre     | Gran Premio de Abu Dabi ( Emiratos Árabes Unidos) Circuito Yas Marina Longitud: 305,361 km Vueltas: 55 Ganador 2012: Kimi Räikkönen, Lotus | Resultados completos |                  |                  |                   |                  |            |
| 18    | 15, 16 y 17 de noviembre  | Gran Premio de Estados Unidos Circuito de Austin Longitud: 308,896 km Vueltas: 56 Ganador 2012: Lewis Hamilton, McLaren                    |                      | Libres 1         | Fernando Alonso  | Ganador           | Sebastian Vettel |            |
| 18    | 15, 16 y 17 de noviembre  | Gran Premio de Estados Unidos Circuito de Austin Longitud: 308,896 km Vueltas: 56 Ganador 2012: Lewis Hamilton, McLaren                    | Libres 2             | Sebastian Vettel | 2.do puesto      | Romain Grosjean   |                  |            |
| 18    | 15, 16 y 17 de noviembre  | Gran Premio de Estados Unidos Circuito de Austin Longitud: 308,896 km Vueltas: 56 Ganador 2012: Lewis Hamilton, McLaren                    | Libres 3             | Sebastian Vettel | 3.er puesto      | Mark Webber       |                  |            |
| 18    | 15, 16 y 17 de noviembre  | Gran Premio de Estados Unidos Circuito de Austin Longitud: 308,896 km Vueltas: 56 Ganador 2012: Lewis Hamilton, McLaren                    | Pole position        | Sebastian Vettel | Vuelta rápida    | Sebastian Vettel  |                  |            |
| 18    | 15, 16 y 17 de noviembre  | Gran Premio de Estados Unidos Circuito de Austin Longitud: 308,896 km Vueltas: 56 Ganador 2012: Lewis Hamilton, McLaren                    | Resultados completos |                  |                  |                   |                  |            |
| 19    | 22, 23 y 24 de noviembre  | Gran Premio de Brasil Circuito de Interlagos Longitud: 305,909 km Vueltas: 71 Ganador 2012: Jenson Button, McLaren                         |                      | Libres 1         | Nico Rosberg     | Ganador           | Sebastian Vettel |            |
| 19    | 22, 23 y 24 de noviembre  | Gran Premio de Brasil Circuito de Interlagos Longitud: 305,909 km Vueltas: 71 Ganador 2012: Jenson Button, McLaren                         | Libres 2             | Nico Rosberg     | 2.do puesto      | Mark Webber       |                  |            |
| 19    | 22, 23 y 24 de noviembre  | Gran Premio de Brasil Circuito de Interlagos Longitud: 305,909 km Vueltas: 71 Ganador 2012: Jenson Button, McLaren                         | Libres 3             | Mark Webber      | 3.er puesto      | Fernando Alonso   |                  |            |
| 19    | 22, 23 y 24 de noviembre  | Gran Premio de Brasil Circuito de Interlagos Longitud: 305,909 km Vueltas: 71 Ganador 2012: Jenson Button, McLaren                         | Pole position        | Sebastian Vettel | Vuelta rápida    | Mark Webber       |                  |            |
| 19    | 22, 23 y 24 de noviembre  | Gran Premio de Brasil Circuito de Interlagos Longitud: 305,909 km Vueltas: 71 Ganador 2012: Jenson Button, McLaren                         | Resultados completos |                  |                  |                   |                  |            |

## Neumáticos
| Nombre del compuesto | Color | Color | Banda de rodadura | Condiciones de circulación | Tipo del compuesto | Adherencia           | Durabilidad        |
| -------------------- | ----- | ----- | ----------------- | -------------------------- | ------------------ | -------------------- | ------------------ |
| Súper blando         | S     |       | Liso              | Seco                       | Blando             | 4 - Más adherencia   | 1 - Menos duradero |
| Blando               | S     |       | Liso              | Seco                       | Blando / Duro      | 3                    | 2                  |
| Medio                | M     |       | Liso              | Seco                       | Blando / Duro      | 2                    | 3                  |
| Duro                 | H     |       | Liso              | Seco                       | Duro               | 1 - Menos adherencia | 4 - Más duradero   |
| Intermedio           | I     |       | Canales           | Mojado                     | Intermedio         |                      |                    |
| De lluvia            | W     |       | Canales           | Mojado                     | De lluvia          |                      |                    |

* Pirelli designa 2 tipos de neumáticos secos para cada Gran Premio según el circuito. El más blando se llama option y el más duro prime.
Este año Pirelli ha hecho un pequeño cambio en los neumáticos duros (pasan de ser grises a ser naranjas)
| Compuesto  | AUS | MYS | CHN | BHR | ESP | MON | CAN | GBR | GER | HUN | BEL | ITA | SIN | RCO | JPN | IND | ABU | USA | BRA |
| ---------- | --- | --- | --- | --- | --- | --- | --- | --- | --- | --- | --- | --- | --- | --- | --- | --- | --- | --- | --- |
| Blando     | S   | M   | S   | M   | M   | S   | S   | M   | S   | S   | M   | M   | S   | S   | M   | S   | S   | M   | M   |
| Duro       | M   | H   | M   | H   | H   | S   | M   | H   | M   | M   | H   | H   | M   | M   | H   | M   | M   | H   | H   |
| Intermedio | I   | I   | I   | I   | I   | I   | I   | I   | I   | I   | I   | I   | I   | I   | I   | I   | I   | I   | I   |
| De lluvia  | W   | W   | W   | W   | W   | W   | W   | W   | W   | W   | W   | W   | W   | W   | W   | W   | W   | W   | W   |

## Clasificaciones

### Puntuaciones
| Posición | 1.º | 2.º | 3.º | 4.º | 5.º | 6.º | 7.º | 8.º | 9.º | 10.º |
| Puntos   | 25  | 18  | 15  | 12  | 10  | 8   | 6   | 4   | 2   | 1    |

### Campeonato de Pilotos
| Pos. | Piloto              | AUS | MYS | CHN | BHR | ESP | MON | CAN | GBR | GER | HUN | BEL | ITA | SIN | RCO | JPN | IND | ABU | USA | BRA | Puntos |
| ---- | ------------------- | --- | --- | --- | --- | --- | --- | --- | --- | --- | --- | --- | --- | --- | --- | --- | --- | --- | --- | --- | ------ |
| 1    | Sebastian Vettel    | 3   | 1   | 4   | 1   | 4   | 2   | 1   | Ret | 1   | 3   | 1   | 1   | 1   | 1   | 1   | 1   | 1   | 1   | 1   | 397    |
| 2    | Fernando Alonso     | 2   | Ret | 1   | 8   | 1   | 7   | 2   | 3   | 4   | 5   | 2   | 2   | 2   | 6   | 4   | 11  | 5   | 5   | 3   | 242    |
| 3    | Mark Webber         | 6   | 2   | Ret | 7   | 5   | 3   | 4   | 2   | 7   | 4   | 5   | 3   | 15† | Ret | 2   | Ret | 2   | 3   | 2   | 199    |
| 4    | Lewis Hamilton      | 5   | 3   | 3   | 5   | 12  | 4   | 3   | 4   | 5   | 1   | 3   | 9   | 5   | 5   | Ret | 6   | 7   | 4   | 9   | 189    |
| 5    | Kimi Räikkönen      | 1   | 7   | 2   | 2   | 2   | 10  | 9   | 5   | 2   | 2   | Ret | 11  | 3   | 2   | 5   | 7   | Ret |     |     | 183    |
| 6    | Nico Rosberg        | Ret | 4   | Ret | 9   | 6   | 1   | 5   | 1   | 9   | 19† | 4   | 6   | 4   | 7   | 8   | 2   | 3   | 9   | 5   | 171    |
| 7    | Romain Grosjean     | 10  | 6   | 9   | 3   | Ret | Ret | 13  | 19† | 3   | 6   | 8   | 8   | Ret | 3   | 3   | 3   | 4   | 2   | Ret | 132    |
| 8    | Felipe Massa        | 4   | 5   | 6   | 15  | 3   | Ret | 8   | 6   | Ret | 8   | 7   | 4   | 6   | 9   | 10  | 4   | 8   | 12  | 7   | 112    |
| 9    | Jenson Button       | 9   | 17† | 5   | 10  | 8   | 6   | 12  | 13  | 6   | 7   | 6   | 10  | 7   | 8   | 9   | 14  | 12  | 10  | 4   | 73     |
| 10   | Nico Hülkenberg     | DNS | 8   | 10  | 12  | 15  | 11  | Ret | 10  | 10  | 11  | 13  | 5   | 9   | 4   | 6   | 19† | 14  | 6   | 8   | 51     |
| 11   | Sergio Pérez        | 11  | 9   | 11  | 6   | 9   | 16† | 11  | 20† | 8   | 9   | 11  | 11  | 8   | 10  | 15  | 5   | 9   | 7   | 6   | 49     |
| 12   | Paul di Resta       | 8   | Ret | 8   | 4   | 7   | 9   | 7   | 9   | 11  | 18† | Ret | Ret | Ret | Ret | 11  | 8   | 6   | 15  | 11  | 48     |
| 13   | Adrian Sutil        | 7   | Ret | Ret | 13  | 13  | 5   | 10  | 7   | 13  | Ret | 9   | 16  | 10  | 20† | 14  | 9   | 10  | Ret | 13  | 29     |
| 14   | Daniel Ricciardo    | Ret | 18† | 7   | 16  | 10  | Ret | 15  | 8   | 12  | 13  | 10  | 7   | Ret | 19† | 13  | 10  | 16  | 11  | 10  | 20     |
| 15   | Jean-Éric Vergne    | 12  | 10  | 12  | Ret | Ret | 8   | 6   | Ret | Ret | 12  | 12  | Ret | 14  | 18† | 12  | 13  | 17  | 16  | 15  | 13     |
| 16   | Esteban Gutiérrez   | 13  | 12  | Ret | 18  | 11  | 13  | 20  | 14  | 14  | Ret | 14  | 13  | 12  | 11  | 7   | 15  | 13  | 13  | 12  | 6      |
| 17   | Valtteri Bottas     | 14  | 11  | 13  | 14  | 16  | 12  | 14  | 12  | 16  | Ret | 15  | 15  | 13  | 12  | 17  | 16  | 15  | 8   | Ret | 4      |
| 18   | Pastor Maldonado    | Ret | Ret | 14  | 11  | 14  | Ret | 16  | 11  | 15  | 10  | 17  | 14  | 11  | 13  | 16  | 12  | 11  | 17  | 16  | 1      |
| 19   | Jules Bianchi       | 15  | 13  | 15  | 19  | 18  | Ret | 17  | 16  | Ret | 16  | 18  | 19  | 18  | 16  | Ret | 18  | 20  | 18  | 17  | 0      |
| 20   | Charles Pic         | 16  | 14  | 16  | 17  | 17  | Ret | 18  | 15  | 17  | 15  | Ret | 17  | 19  | 14  | 18  | Ret | 19  | 20  | Ret | 0      |
| 21   | Heikki Kovalainen   |     |     |     |     |     |     |     |     |     |     |     |     |     |     |     |     |     | 14  | 14  | 0      |
| 22   | Giedo van der Garde | 18  | 15  | 18  | 21  | Ret | 15  | Ret | 18  | 18  | 14  | 16  | 18  | 16  | 15  | Ret | Ret | 18  | 19  | 18  | 0      |
| 23   | Max Chilton         | 17  | 16  | 17  | 20  | 19  | 14  | 19  | 17  | 19  | 17  | 19  | 20  | 17  | 17  | 19  | 17  | 21  | 21  | 19  | 0      |
| Pos. | Piloto              | AUS | MYS | CHN | BHR | ESP | MON | CAN | GBR | GER | HUN | BEL | ITA | SIN | RCO | JPN | IND | ABU | USA | BRA | Puntos |

| Color      | Resultado                          |
| ---------- | ---------------------------------- |
| Oro        | Ganador                            |
| Plata      | 2.º puesto                         |
| Bronce     | 3.er puesto                        |
| Verde      | Finalizó en los puntos             |
| Azul       | Finalizó sin puntos                |
| Azul       | NC - No clasificado                |
| Violeta    | Ret - No terminó                   |
| Rojo       | DNQ - No se clasificó              |
| Rojo       | DNPQ - No se preclasificó          |
| Negro      | DSQ - Descalificado                |
| Blanco     | DNS - No empezó                    |
| Blanco     | WD - Retirado                      |
| Blanco     | C - Carrera cancelada              |
| Azul claro | TD - Entrenamientos libres (2003-) |
| Sin color  | DNP - Inscrito, pero no participó  |
| Sin color  | INJ - Inscrito, pero lesionado     |
| Sin color  | EX - Excluido                      |

| Estado  | Resultado                                                                             |
| ------- | ------------------------------------------------------------------------------------- |
| Negrita | Pole position                                                                         |
| Cursiva | Vuelta rápida                                                                         |
| 1-8     | Posiciones puntuables de clasificación sprint (2021-)                                 |
| †       | No acabó el Gran Premio, pero fue clasificado ya que completó el porcentaje necesario |
| ‡       | Monoplaza compartido                                                                  |
| ~       | Se otorgó la mitad de puntos ya que no se cumplió con el 75% de la carrera            |
| ≠       | No obtuvo puntos ya que era piloto invitado                                           |
| F2      | Inscrito para carrera de Fórmula 2, no sumaba puntos                                  |

### Estadísticas del Campeonato de Pilotos
| Pos. | Piloto              | Escudería   | Grandes Premios | Victorias | Podios | Poles | Vueltas rápidas | Puntos |
| ---- | ------------------- | ----------- | --------------- | --------- | ------ | ----- | --------------- | ------ |
| 1    | Sebastian Vettel    | Red Bull    | 19              | 13        | 16     | 9     | 7               | 397    |
| 2    | Fernando Alonso     | Ferrari     | 19              | 2         | 9      |       | 2               | 242    |
| 3    | Mark Webber         | Red Bull    | 19              |           | 8      | 2     | 5               | 199    |
| 4    | Lewis Hamilton      | Mercedes    | 19              | 1         | 5      | 5     | 1               | 189    |
| 5    | Kimi Räikkönen      | Lotus       | 17              | 1         | 8      |       | 2               | 183    |
| 6    | Nico Rosberg        | Mercedes    | 19              | 2         | 4      | 3     |                 | 171    |
| 7    | Romain Grosjean     | Lotus       | 19              |           | 6      |       |                 | 132    |
| 8    | Felipe Massa        | Ferrari     | 19              |           | 1      |       |                 | 112    |
| 9    | Jenson Button       | McLaren     | 19              |           |        |       |                 | 73     |
| 10   | Nico Hülkenberg     | Sauber      | 18              |           |        |       |                 | 51     |
| 11   | Sergio Pérez        | McLaren     | 19              |           |        |       | 1               | 49     |
| 12   | Paul di Resta       | Force India | 19              |           |        |       |                 | 48     |
| 13   | Adrian Sutil        | Force India | 19              |           |        |       |                 | 29     |
| 14   | Daniel Ricciardo    | Toro Rosso  | 19              |           |        |       |                 | 20     |
| 15   | Jean-Éric Vergne    | Toro Rosso  | 19              |           |        |       |                 | 13     |
| 16   | Esteban Gutiérrez   | Sauber      | 19              |           |        |       | 1               | 6      |
| 17   | Valtteri Bottas     | Williams    | 19              |           |        |       |                 | 4      |
| 18   | Pastor Maldonado    | Williams    | 19              |           |        |       |                 | 1      |
| 19   | Jules Bianchi       | Marussia    | 19              |           |        |       |                 | 0      |
| 20   | Charles Pic         | Caterham    | 19              |           |        |       |                 | 0      |
| 21   | Heikki Kovalainen   | Lotus       | 2               |           |        |       |                 | 0      |
| 22   | Giedo van der Garde | Caterham    | 19              |           |        |       |                 | 0      |
| 23   | Max Chilton         | Marussia    | 19              |           |        |       |                 | 0      |

### Campeonato de Constructores
| Pos. | Constructor          | N.º | AUS | MYS | CHN | BHR | ESP | MON | CAN | GBR | GER | HUN | BEL | ITA | SIN | RCO | JPN | IND | ABU | USA | BRA | Puntos |
| ---- | -------------------- | --- | --- | --- | --- | --- | --- | --- | --- | --- | --- | --- | --- | --- | --- | --- | --- | --- | --- | --- | --- | ------ |
| 1    | Red Bull-Renault     | 1   | 3   | 1   | 4   | 1   | 4   | 2   | 1   | Ret | 1   | 3   | 1   | 1   | 1   | 1   | 1   | 1   | 1   | 1   | 1   | 596    |
| 1    | Red Bull-Renault     | 2   | 6   | 2   | Ret | 7   | 5   | 3   | 4   | 2   | 7   | 4   | 5   | 3   | 15† | Ret | 2   | Ret | 2   | 3   | 2   | 596    |
| 2    | Mercedes             | 9   | Ret | 4   | Ret | 9   | 6   | 1   | 5   | 1   | 9   | 19† | 4   | 6   | 4   | 7   | 8   | 2   | 3   | 9   | 5   | 360    |
| 2    | Mercedes             | 10  | 5   | 3   | 3   | 5   | 12  | 4   | 3   | 4   | 5   | 1   | 3   | 9   | 5   | 5   | Ret | 6   | 7   | 4   | 9   | 360    |
| 3    | Ferrari              | 3   | 2   | Ret | 1   | 8   | 1   | 7   | 2   | 3   | 4   | 5   | 2   | 2   | 2   | 6   | 4   | 11  | 5   | 5   | 3   | 354    |
| 3    | Ferrari              | 4   | 4   | 5   | 6   | 15  | 3   | Ret | 8   | 6   | Ret | 8   | 7   | 4   | 6   | 9   | 10  | 4   | 8   | 12  | 7   | 354    |
| 4    | Lotus-Renault        | 7   | 1   | 7   | 2   | 2   | 2   | 10  | 9   | 5   | 2   | 2   | Ret | 11  | 3   | 2   | 5   | 7   | Ret | 14  | 14  | 315    |
| 4    | Lotus-Renault        | 8   | 10  | 6   | 9   | 3   | Ret | Ret | 13  | 19† | 3   | 6   | 8   | 8   | Ret | 3   | 3   | 3   | 4   | 2   | Ret | 315    |
| 5    | McLaren-Mercedes     | 5   | 9   | 17† | 5   | 10  | 8   | 6   | 12  | 13  | 6   | 7   | 6   | 10  | 7   | Ret | 9   | 14  | 12  | 10  | 4   | 122    |
| 5    | McLaren-Mercedes     | 6   | 11  | 9   | 11  | 6   | 9   | 16† | 11  | 20† | 8   | 9   | 11  | 12  | 8   | Ret | 15  | 5   | 9   | 7   | 6   | 122    |
| 6    | Force India-Mercedes | 14  | 8   | Ret | 8   | 4   | 7   | 9   | 7   | 9   | 11  | 18  | Ret | Ret | Ret | Ret | 11  | 8   | 6   | 15  | 11  | 77     |
| 6    | Force India-Mercedes | 15  | 7   | Ret | Ret | 13  | 13  | 5   | 10  | 7   | 13  | Ret | 9   | 16  | 10  | 20† | 14  | 9   | 10  | Ret | 13  | 77     |
| 7    | Sauber-Ferrari       | 11  | DNS | 8   | 10  | 12  | 15  | 11  | Ret | 10  | 10  | 11  | 13  | 5   | 9   | 4   | 6   | 19† | 14  | 6   | 8   | 57     |
| 7    | Sauber-Ferrari       | 12  | 13  | 12  | Ret | 18  | 11  | 13  | 20  | 14  | 14  | Ret | 14  | 13  | 12  | 11  | 7   | 15  | 13  | 13  | 12  | 57     |
| 8    | Toro Rosso-Ferrari   | 18  | 12  | 10  | 12  | Ret | Ret | 8   | 6   | Ret | Ret | 12  | 12  | Ret | 14  | 18† | 12  | 13  | 17  | 16  | 10  | 33     |
| 8    | Toro Rosso-Ferrari   | 19  | Ret | 18† | 7   | 16  | 10  | Ret | 15  | 8   | 12  | 13  | 10  | 7   | Ret | 19† | 13  | 10  | 16  | 11  | 15  | 33     |
| 9    | Williams-Renault     | 16  | Ret | Ret | 14  | 11  | 14  | Ret | 16  | 11  | 15  | 10  | 17  | 14  | 11  | 13  | 16  | 12  | 11  | 17  | 16  | 5      |
| 9    | Williams-Renault     | 17  | 14  | 11  | 13  | 14  | 16  | 12  | 14  | 12  | 16  | Ret | 15  | 15  | 13  | 12  | 17  | 16  | 15  | 8   | Ret | 5      |
| 10   | Marussia-Cosworth    | 22  | 15  | 13  | 15  | 19  | 18  | Ret | 17  | 16  | Ret | 16  | 18  | 19  | 18  | 16  | Ret | 18  | 20  | 18  | 17  | 0      |
| 10   | Marussia-Cosworth    | 23  | 17  | 16  | 17  | 20  | 19  | 14  | 19  | 17  | 19  | 17  | 19  | 20  | 17  | 17  | 19  | 17  | 21  | 21  | 19  | 0      |
| 11   | Caterham-Renault     | 20  | 16  | 14  | 16  | 17  | 17  | Ret | Ret | 15  | 17  | 15  | Ret | 17  | 19  | 14  | 18  | Ret | 19  | 20  | Ret | 0      |
| 11   | Caterham-Renault     | 21  | 18  | 15  | 18  | 21  | Ret | 15  | Ret | 18  | 18  | 14  | 16  | 18  | 16  | 15  | Ret | Ret | 18  | 19  | 18  | 0      |
| Pos. | Constructor          | N.º | AUS | MYS | CHN | BHR | ESP | MON | CAN | GBR | GER | HUN | BEL | ITA | SIN | RCO | JPN | IND | ABU | USA | BRA | Puntos |

| Color      | Resultado                          |
| ---------- | ---------------------------------- |
| Oro        | Ganador                            |
| Plata      | 2.º puesto                         |
| Bronce     | 3.er puesto                        |
| Verde      | Finalizó en los puntos             |
| Azul       | Finalizó sin puntos                |
| Azul       | NC - No clasificado                |
| Violeta    | Ret - No terminó                   |
| Rojo       | DNQ - No se clasificó              |
| Rojo       | DNPQ - No se preclasificó          |
| Negro      | DSQ - Descalificado                |
| Blanco     | DNS - No empezó                    |
| Blanco     | WD - Retirado                      |
| Blanco     | C - Carrera cancelada              |
| Azul claro | TD - Entrenamientos libres (2003-) |
| Sin color  | DNP - Inscrito, pero no participó  |
| Sin color  | INJ - Inscrito, pero lesionado     |
| Sin color  | EX - Excluido                      |

| Estado  | Resultado                                                                             |
| ------- | ------------------------------------------------------------------------------------- |
| Negrita | Pole position                                                                         |
| Cursiva | Vuelta rápida                                                                         |
| 1-8     | Posiciones puntuables de clasificación sprint (2021-)                                 |
| †       | No acabó el Gran Premio, pero fue clasificado ya que completó el porcentaje necesario |
| ‡       | Monoplaza compartido                                                                  |
| ~       | Se otorgó la mitad de puntos ya que no se cumplió con el 75% de la carrera            |
| ≠       | No obtuvo puntos ya que era piloto invitado                                           |
| F2      | Inscrito para carrera de Fórmula 2, no sumaba puntos                                  |

### Estadísticas del Campeonato de Constructores
| Pos. | Constructor | Chasis | Motor    | Grandes Premios | Victorias | Podios | Poles | Vueltas rápidas | Puntos |
| ---- | ----------- | ------ | -------- | --------------- | --------- | ------ | ----- | --------------- | ------ |
| 1    | Red Bull    | RB9    | Renault  | 19              | 13        | 24     | 11    | 12              | 596    |
| 2    | Mercedes    | W04    | Mercedes | 19              | 3         | 9      | 8     | 1               | 360    |
| 3    | Ferrari     | F138   | Ferrari  | 19              | 2         | 10     |       | 2               | 354    |
| 4    | Lotus       | E21    | Renault  | 19              | 1         | 14     |       | 2               | 315    |
| 5    | McLaren     | MP4-28 | Mercedes | 19              |           |        |       | 1               | 122    |
| 6    | Force India | VJM06  | Mercedes | 19              |           |        |       |                 | 77     |
| 7    | Sauber      | C32    | Ferrari  | 19              |           |        |       | 1               | 57     |
| 8    | Toro Rosso  | STR8   | Ferrari  | 19              |           |        |       |                 | 33     |
| 9    | Williams    | FW35   | Renault  | 19              |           |        |       |                 | 5      |
| 10   | Marussia    | MR02   | Cosworth | 19              |           |        |       |                 | 0      |
| 11   | Caterham    | CT03   | Renault  | 19              |           |        |       |                 | 0      |